# Specie in extinzione
Specie in extinzione (Endangered Species) è una minisaga in diciassette parti pubblicata dalla Marvel Comics, fra giugno e ottobre 2007, in appendice alle testate New X-Men, X-Factor (vol. 3), Uncanny X-Men (vol. 1) e X-Men (vol. 2) preceduta da un albo fuori collana dall'omonimo titolo. Sceneggiata da Mike Carey, Cristopher Yost e Christos Gage per i disegni di Scot Eaton, Mark Bagley e Mike Perkins, la trama s'incentra sugli sforzi compiuti da Bestia per comprendere il funzionamento dell'incantesimo di Scarlet, le ragioni per cui alcuni mutanti hanno mantenuto i propri poteri mentre la maggior parte li ha persi e la ricerca di una soluzione in grado di riattivare il gene-X. Oltre a ciò, ricapitolando la situazione della popolazione mutante dopo House of M e la decimazione, serve come prologo non ufficiale del crossover Messiah Complex.

## Trama
Riuniti al funerale del giovane mutante Matt Landru, gli X-Men porgono le loro condoglianze alla famiglia e mentre la bara viene calata nella fossa Emma Frost e Xavier hanno un dibattito telepatico su tutte le disgrazie che si sono abbattute sui mutanti da quando il secondo ha deciso di portare avanti il suo sogno di coesistenza pacifica. Poco lontano, Nightcrawler bisbiglia a Wolverine di retrarre gli artigli che aveva estratto durante una divagazione mentale in cui si vedeva vecchio e circondato dalle tombe di tutti i suoi cari. Dopo l'ultima benedizione, gli X-Men si sparpagliano per il cimitero: Ciclope e Emma vengono rimproverati dal padre del ragazzo di essere presenti solo per poter depennare un nome dalla lista dei quasi duecento mutanti rimasti dopo l'M-Day; Rictor chiede a Wolfsbane se la fede che ripone nel signore è stata scossa e aggiunge che almeno il ragazzo aveva ancora i poteri quando è morto; Alfiere, rimproverato da Uomo Ghiaccio e Cannonball per non averli avvertiti di questo evento dato che viene dal futuro, risponde che i documenti sugli X-Men e la loro epoca sono quanto meno lacunosi e poiché il suo è un futuro alternativo non sapeva se si sarebbero verificati; Mercury si lamenta con Nightcrawler per la "stupida" morte del ragazzo, investito da un'auto perché non ha guardato prima di attraversare, e la lenta agonia del genere mutante ormai in estinzione; non lontano, Madrox offre se stesso e i suoi cloni per permettere la riproduzione della specie ma Bestia gli spiega che benché fattibile, l'informazione genetica dei pochi individui coinvolti nel processo non sarebbe sufficiente a far rinascere i mutanti; nel parcheggio Xavier smaschera il travestimento di Sebastian Shaw che afferma di essere venuto al funerale per porgere le condoglianze e si lamenta di come lui, Xaveri e Magneto avrebbero dovuto guidare i mutanti invece di finire a scontrarsi. Ultimi rimasti, Ciclope e Wolverine discutono di come benché i mutanti stiano lentamente morendo, gli X-Men continueranno a combattere per vedere quanto a lungo resisteranno.
Frustrato dalle sue ricerche e dalle consulenze chieste a Reed Richards, Hank Pym e Tony Stark per risolvere il problema rappresentato dalla scomparsa del gene-X dal DNA degli ex-mutanti, Bestia si rivolge ai geni del male Pandemia, MODOK, Mojo, Sugar Man, Sinistro, Alto Evoluzionario, Arnim Zola, Destino e la dr. Kavita Rao per trovare una soluzione, affermando di essere disposto a dare loro in cambio i risultati di alcune sue ricerche che avrebbe voluto non finissero mai in mani malvagie. Benché quasi tutti rifiutino, ad eccezione della Rao, l'Alto Evoluzionario gli fa intendere di aver cominciato la sua ricerca nella direzione sbagliata e queste sue parole lo spingono a recarsi in Transia. Giunto in prossimità della cittadella dove risiede viene attaccato dai suoi seguaci, metà umani metà felini, prima che questi vengano richiamati e gli sia concesso di entrare per un colloquio: l'Alto Evoluzionario gli spiega che anche l'estinzione ha un suo ruolo nel ciclo biologico di una specie, che Scarlet ha solo agito da catalizzatore e che se la causa è di natura magica, la scienza può ben poco contro di essa. Invitato nel laboratorio della Rao che gli mette a disposizione tutti i campioni di DNA mutanti raccolti quando la cura "Hope" era in fase di sperimentazione, Bestia scopre che anche questi sono inutilizzabili e lascia la struttura poco dopo la dottoressa con in mano un fascicolo che lo spinge a visitare il campo di concentramento canadese per mutanti Neverland. Giunto sul posto, non trova altro che macerie, edifici abbandonati, puzza di morte ed un veloce controllo degli archivi digitali gli suggerisce che siano stati ripuliti di recente da qualcuno. Avviatosi all'esterno, verso quella che è una fossa comune in cui sono stati sepolti i detenuti giustiziati poco prima della chiusura di Neverland, incontra Bestia Nera che gli offre aiuto e conoscenze. Accettato a malincuore di stringere l'alleanza, i due partono alla volta del centro ricerche di Alamogordo in cui il padre e il patrigno di Xavier insieme a Destiny, Amanda Mueller e il sedicente Nathan Milbury in realtà Sinistro svilupparono la prima bomba atomica. All'insaputa degli altri, gli ultimi due si dilettavano ad effettuare esperimenti su bambini mutanti conservando i dati in un laboratorio segreto adesso sotto il controllo dello S.H.I.E.L.D. Pronti a battersi con gli agenti posti a sorveglianza, i due vengono sconvolti dalla visione dei loro cadaveri massacrati indubbiamente da Sinistro che, oltre a cancellare tutti i dati, ha programmato un automa per uccidere chiunque metta piede nel laboratorio. Dopo averlo sconfitto e smantellato, Bestia Nera fa prendere alla ricerca una nuova piega quando decide di analizzare il DNA di mutanti deceduti prima dell'M-Day estrapolandolo dai milioni di cadaveri seppelliti a Genosha. Oppresso dai sensi di colpa per aver dissacrato la memoria dei morti, Bestia si rivolta contro il collega quando questi gli rivela che il gene-X è scomparso anche da questi soggetti, finché suppone di poter prendere il gene-X presente in coloro che hanno ancora i poteri, riprodurlo e impiantarlo in chi l'ha perduto. Giunto al distretto X, Bestia insieme ad Alfiere va alla ricerca di uno spacciatore di Ormone Mutante della Crescita, ipotizzando che per continuare a spacciarlo il gene-X deve ancora essere vitale nei campioni ma ben presto capisce che anche questi sono inutilizzabili. Folgorato da un'intuizione, si reca a Eagle Plaza per constatare che tutti i mutanti provenienti da universi alternativi hanno mantenuto i poteri anche se Forge gli mostra che in tali universi ormai non ce n'è più traccia. Ritornato da Bestia Nera ancora più frustrato, accetta la sua proposta di cercare genitori di mutanti capaci di trasmettere con successo il gene-X alla prole e si dirigono dalla famiglia Guthrie. Mentre Bestia cerca di convincere la signora a donare il suo patrimonio genetico, cosa che rifiuta categoricamente perché le mutazioni dei figli hanno portato dolore alla sua famiglia, Bestia Nera somministra ad uno dei ragazzi un campione di DNA necrotizzato che lo porta in fin di vita. Scontratosi con la sua controparte e messala k.o., Bestia cura il ragazzo e lascia il Kentucky dirigendosi al Sanctum Sanctorum del Dr. Strange dove apprende che l'incantesimo di Scarlet ha pervaso tutte le realtà senza via di scampo. Decisosi ad andare a cercare la responsabile, vola quindi in Transia dove incontra Scarlet al caffè di un villaggio scoprendo che ha perso la memoria e non ha desiderio di aver ricordato chi fosse in precedenza. Finalmente conscio di aver fatto tutto il possibile, Bestia si reca per l'ultima volta a Neverland e dà degna sepoltura ai cadaveri della fossa comune.